# Glenfiddich

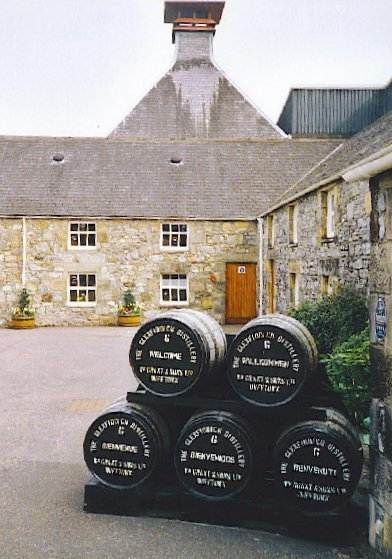
De Glenfiddich distilleerderij

Glenfiddich (/ɡlɛnˈfɪdɪx/) is een Speyside single malt Scotch whisky, die door William Grant & Sons in de Glenfiddich Distillery in Dufftown wordt gedistilleerd. Glenfiddich wordt uitgesproken met een harde g-klank aan het einde.
De Glenfiddich distilleerderij werd door William Grant in 1886 opgericht, in de vallei van de Fiddich rivier. Fiddich betekent "Edelhert", vandaar ook dat Glenfiddich zichzelf afficheert met de betekenis "Valley of the Deer". De eerste Glenfiddich whisky werd op eerste kerstdag 1887 gepresenteerd.
In de jaren 60 en 70 werden een aantal concurrerende distilleerderijen opgekocht, anderen gingen failliet. Om te overleven werd door William Grant & Sons een grootse marketingcampagne gevoerd, om single malt whisky onder de aandacht te brengen van het publiek. Met succes, Glenfiddich was wereldwijd jarenlang de best verkopende single malt.
De driekantige fles stamt uit 1957. Later was W. Grant & Sons de eerste die whiskyflessen verpakte in kokers en geschenkblikken.

## Productie

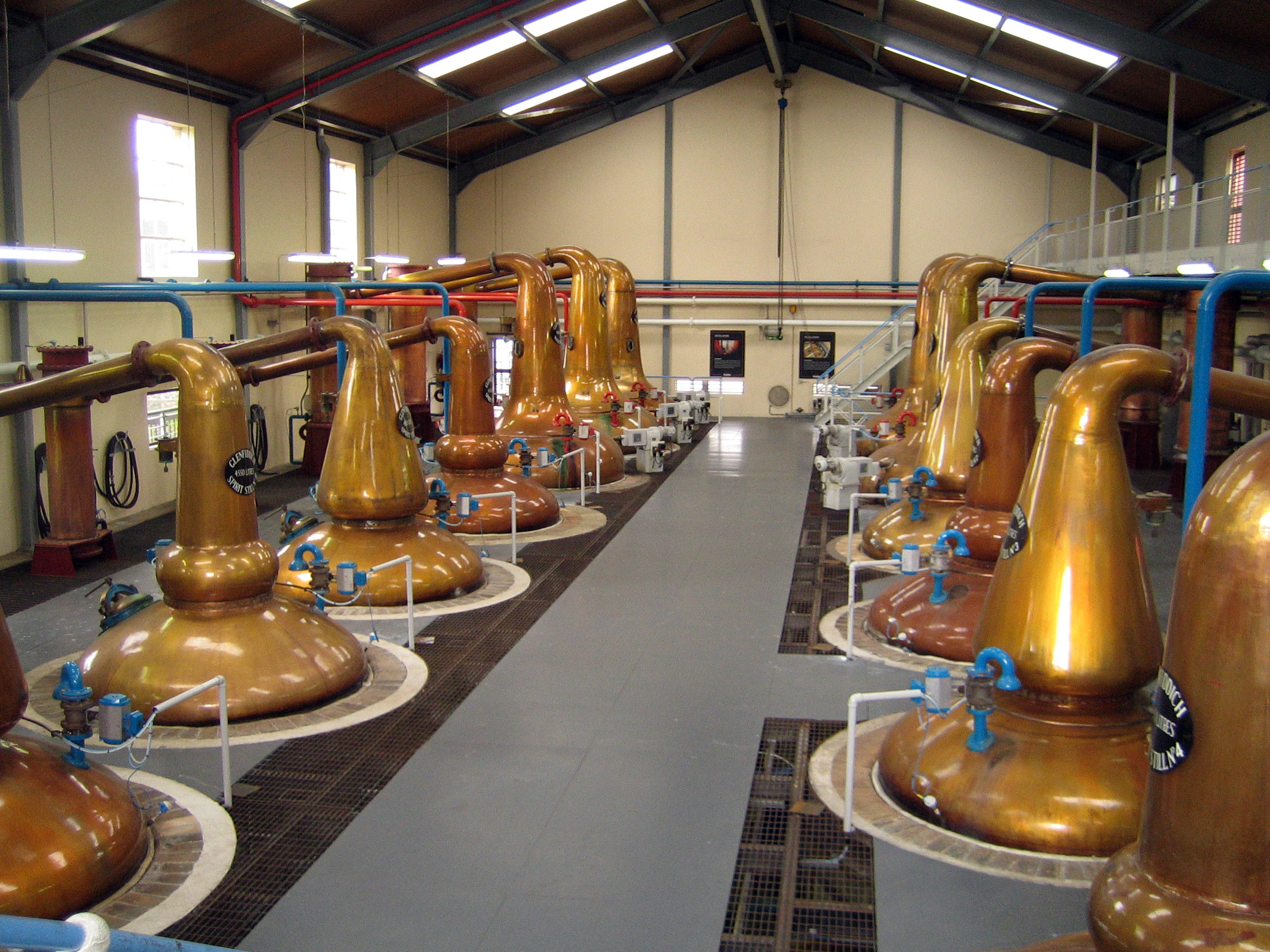
Distilleerketels

Glenfiddich wordt in slechts één distilleerderij gemaakt. Bovendien wordt slechts water gebruikt uit één bron: de Robbie Dhu springs. De whisky wordt gerijpt in oude eiken bourbon-, sherry- en madeiravaten.

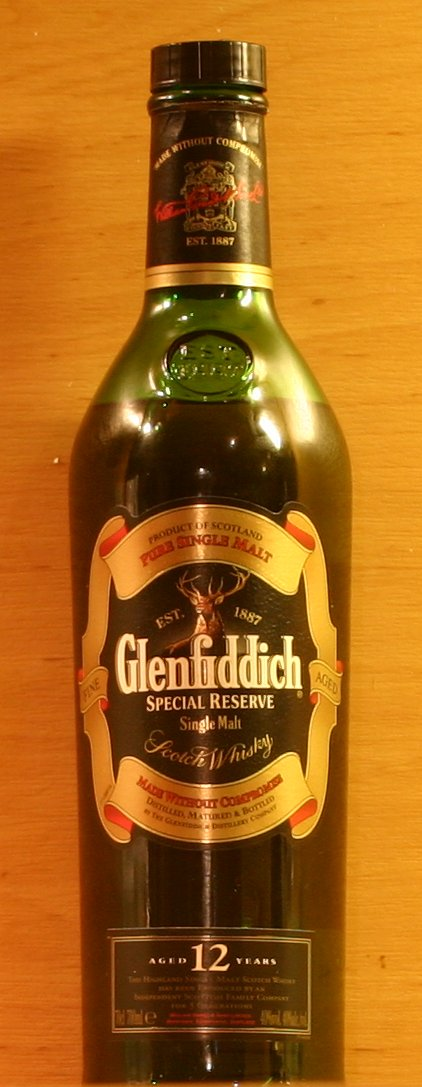
12 jaar oude Special Reserve

Glenfiddich whisky wordt gebotteld op 12, 14, 15, 18, 21, 26 en 30 jaar. Daarnaast zijn er een aantal bijzondere uitgaves:
- Glenfiddich 40 Year Old (gedistilleerd in 1963)
- Glenfiddich 50 Year Old
- Glenfiddich 1937 (Deze whisky werd in 2001 gebotteld, en is dus 64 jaar oud. De jaren in de fles worden niet geteld)